# Aprostocetus fuscipennatus
Aprostocetus fuscipennatus är en stekelart som beskrevs av Boucek 1988. Aprostocetus fuscipennatus ingår i släktet Aprostocetus och familjen finglanssteklar. Inga underarter finns listade i Catalogue of Life.